# Tetrapol

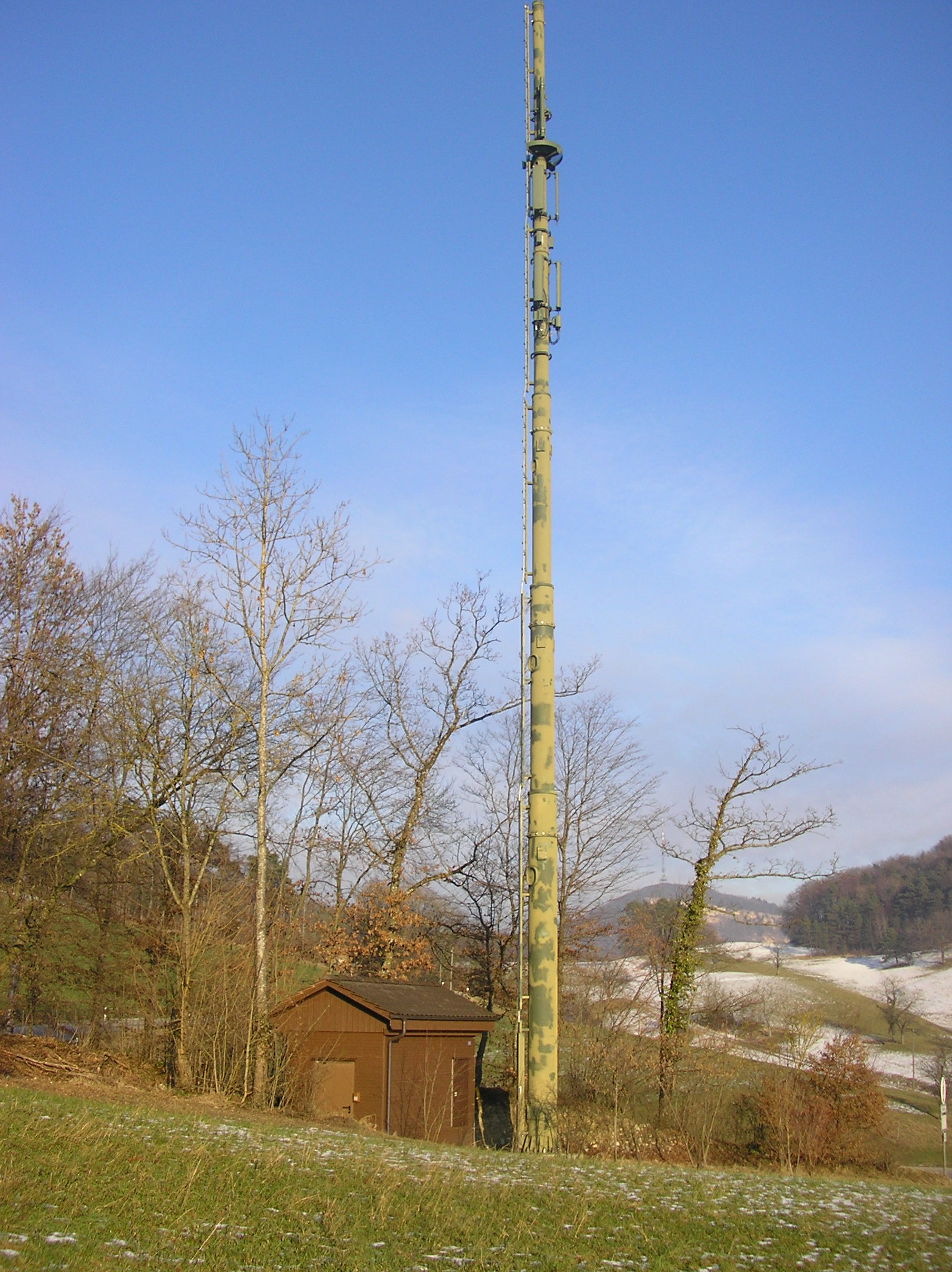
Tetrapol-Standort in der Schweiz

Tetrapol ist ein digitales, zellulares Bündelfunksystem für Sprach- und Datenübertragung, das auf professionelle Funksysteme für geschlossene Benutzergruppen wie private Betriebsfunkanwendungen oder Funk von Behörden und Organisationen mit Sicherheitsaufgaben (BOS) zugeschnitten ist. Im Gegensatz zu anderen Betriebsfunksystemen, wo die jeweils verfügbaren Sendekanäle nur einer fest zugeordneten Nutzergruppe zur Verfügung stehen, werden beim Bündelfunk alle vorhandenen Kanäle je nach Bedarf auf die unterschiedlichen Gruppen verteilt. Dadurch erhöht sich die Anzahl der insgesamt möglichen Nutzer. Der Radius einer Tetrapol-Zelle beträgt bis zu 28 Kilometer.

## Entwicklung
Tetrapol wurde ursprünglich von Matra und dem europäischen Luft- und Raumfahrtkonzern EADS für die französischen Sicherheitskräfte entwickelt. Zu den ersten Nutzern gehörte die französische Gendarmerie nationale, wo Tetrapol bereits seit 1988 erfolgreich eingesetzt wird. Inzwischen existieren 80 Tetrapol-Netzwerke in 34 Ländern. EADS ist weiterhin der einzige Hersteller der Tetrapol-Technologie und versucht, Tetrapol mit Hilfe einer eigens zu diesem Zweck initiierten Vereinigung als Industriestandard zu etablieren. Daneben besteht als zweiter Digitalfunkstandard Tetra, der im gleichen Spektrum wie Tetrapol im Einsatz ist.

## Einsatzbereiche
Anders als beim öffentlichen Mobilfunk wie GSM ist der Einsatz von Tetrapol auf eine bestimmte Region beschränkt. Ein so genanntes Hand-over – also das Weiterreichen von Zelle zu Zelle während eines Gesprächs – ist nicht vorgesehen. Andere Bündelfunksysteme wie Tetra beherrschen diese Funktionalität.
Es bestehen Dienstmöglichkeiten wie Gruppenrufe oder der Möglichkeit, dass zwei oder mehrere Mobilstationen ohne eine zwischengeschaltete Basisstation direkt miteinander kommunizieren können. Die Einsatzkräfte können mit Tetrapol auf Informationssysteme und Datenbanken zurückgreifen und dabei Informationen abfragen: Landkarten, Lagepläne, Informationen über chemische Produkte oder Wasserschutzgebiete, Kapazitäten der umliegenden Krankenhäuser oder die Standorte bestimmter Spezialfahrzeuge in der Region. Die Informationen per Sprach- oder Datenübertragung werden abhörsicher an die jeweiligen Einsatzkräfte übermittelt.
Genauso kann die Tetrapol-Technologie auch als Betriebsfunknetz installiert werden. Bei solchen Funk-Kommunikationssystemen können beispielsweise Mitarbeiter der Bereiche Werkschutz, Feuerwehr, Instandhaltung oder aus dem Hochregallager über Digitalfunk miteinander verbunden werden.
Die innerhalb eines Tetrapol-Netzes zusammengeschlossenen Gruppen arbeiten vollständig voneinander unabhängig. Der Wechsel von einer Gruppe in die andere ist ohne größere Umstände möglich. Dazu muss der Systemadministrator lediglich die gewünschten Gruppenzugänge „freischalten“. Meistens wird dies schon beim Einrichten des Systems erledigt. Dadurch muss nicht jeder eingewählte Nutzer alles mithören, sondern kann sich in die jeweiligen Gruppenfunknetze einwählen, die für ihn von Belang sind.

## Funktionsweise
Im Gegensatz zu den früheren analogen Festkanalsystemen, bei denen jedem Dienst beziehungsweise jedem Nutzer einen bestimmten Funkkanal die ganze Zeit fest zugeteilt war, werden bei Bündelfunksystemen die Frequenzen den einzelnen Teilnehmern und Diensten dynamisch zugeordnet. Damit wird der so genannte Bündelgewinn ausgenutzt und die Spektrale Effizienz abhängig von der Art der Nutzung erhöht. Als Kanalzugriffsverfahren wählten die Tetrapol-Entwickler das Frequenzmultiplexverfahren (FDM oder FDMA). FDMA ist das klassische Kanalzugriffsverfahren, bei dem jeder Benutzer für eine Verbindung eine bestimmte Frequenz zugewiesen bekommt. Dadurch kann gleichzeitig gesendet und empfangen werden. Mit diesem Verfahren wird – unter sonst gleichen Bedingungen – eine größere Reichweite und somit eine bessere Versorgung von großen Flächen als mit anderen Kanalzugriffsverfahren (z. B. TDMA) erreicht. Gleichzeitig sendet die Basisstation jeder Funkzelle stetig ein Kontrollsignal aus. Auf diesem Kontrollkanal versorgt die Basisstation die angeschlossenen Mobilgeräten laufend mit den jeweils aktuellen Systemdaten des Netzes. Tetrapol kann grundsätzlich auf Frequenzen zwischen 70 und 520 MHz eingesetzt werden. In der Praxis werden aber nur die typischen, für PMR ausgewiesenen Frequenzen im 80-, 160- und 400-MHz-Band belegt. Wie bei den meisten Funksystemen wird auch bei Tetrapol das Frequenzduplexverfahren angewendet. Der Uplink und der Downlink wird auf zwei verschiedenen Frequenzen abgewickelt, die durch den so genannten Duplexabstand voneinander unterschieden werden.

## Kompatibilität
Durch den proprietären Funkstandard gibt es keinerlei Kompatibilität zu anderen Funksystemen. Tetrapol arbeitet mit FDMA, TETRA dagegen mit TDMA. Über die Luftschnittstelle ist ein Zusammenspiel unmöglich.

## Telefondienste
- Individual Call (Individualruf): Dieser Dienst entspricht der Verbindung in einem öffentlichen Mobilfunksystem (GSM, UMTS). Ein Teilnehmer ruft einen bestimmten anderen Teilnehmer und wird mit diesem verbunden.
- Group Call (Gruppenruf): Ein Teilnehmer ruft eine vorbestimmte Gruppe. Jedes Mitglied der Gruppe kann alles mithören und auch mitsprechen. Eine Gruppe kann dynamisch modifiziert werden, es können also Mitglieder hinzugefügt oder entfernt werden.
- Direct Mode: Beim Direkt-Mode kommunizieren zwei oder mehrere Mobilstationen ohne Einbezug einer Basisstation direkt miteinander. Dieser kann an Orten eingesetzt werden, wo keine Funkabdeckung vorhanden ist – zum Beispiel in einem Tunnel oder dem Untergeschoss eines Gebäudes.
- Broadcast Call: Dies ist eine unidirektionale Punkt-zu-Multipunkt-Verbindung in einem bestimmten Gebiet. Das Gebiet und die Teilnehmer werden im Voraus bestimmt. Die einzelnen Teilnehmer quittieren den Ruf nicht und es kann demzufolge vom Rufenden keine Kontrolle darüber geführt werden, wer den Ruf empfangen hat oder nicht.
- Emergency Call (Notruf): Mit einer Notruftaste kann ein Verbindungsaufbau mit hoher Priorität zu einem Dispatcher oder einer vorbestimmten Gruppe von Teilnehmern aufgebaut werden.
- Include Call: Dieser Ruf erlaubt es, während eines Gespräches einen oder mehrere zusätzliche Teilnehmer anzurufen und im Gespräch einzubinden.
- Open Channel (Offener Sprechkanal): Eine Gruppe von Teilnehmern kann sich auf einem bestimmten Kanal, während einer bestimmten Zeit, miteinander unterhalten. Innerhalb der Gruppe hört jeder jeden und kann jederzeit sprechen. Um am Gespräch teilzunehmen, muss der Teilnehmer lediglich die Nummer der „Talk group“ eingeben. Die Nummern der zu einer bestimmten Zeit aktiven „Talk groups“ wird auf dem Kontrollkanal ausgesendet und ist allen Teilnehmern im Netz bekannt.

## Datendienste
- Paging: Von einem Dispatcher können kurze Meldungen an die Mobilstation gesendet werden.
- Status Transmission: Sehr kurze, vordefinierte Meldungen können vom Dispatcher zu den Mobilstationen und umgekehrt, oder zwischen den Mobilstationen übermittelt werden.
- Short Data Messaging: Dieser Datendienst erlaubt den Teilnehmern sehr schnell kurze Meldungen auszutauschen.
- X.25 Packet Data Services: Dieser Datendienst ermöglicht es, eine X.25-Verbindung zwischen zwei Endgeräten aufzubauen.
- TCP/IP Access: Dieser Datendienst erlaubt den Mobilstationen Zugang zum Internet oder zu Servern, die das TCP/IP-Protokoll unterstützen.

## Nutzung im Behördenfunk
- Frankreich (verschiedene Behörden) seit 1988
- Schweiz und Liechtenstein (Polycom; verschiedene Behörden) seit 2000
- Spanien (SIRDEE; verschiedene Behörden) seit 2000[1]
- Deutschland (Bundeswehr[2], soll bis 2024 abgelöst werden durch ein TETRA-basiertes System[3])

nicht abschließend